# Exomalopsis arcuata
Exomalopsis arcuata är en biart som beskrevs av Timberlake 1980. Exomalopsis arcuata ingår i släktet Exomalopsis och familjen långtungebin. Inga underarter finns listade i Catalogue of Life.